# Гайді Мейн
Вікторія Р Розьєлло (Victoria R Rosiello (27 вересня 1979 , Черрі-Гілл, Нью-Джерсі ). відома як Гайді Мейн (англ. Heidi Mayne) — американська порноакторка.

## Біографія
Народилася 27 вересня 1979 року в Черрі-Гілл, Нью-Джерсі. 
В порноіндустрію потрапила у 2006 році, у віці близько 28 років.
Знімалася для таких порностудій, як Adam & Eve, Brazzers Network, Devil's Film, Digital Sin, Hustler Video, Pink Visual, Roman Video, Vivid, White Ghetto, Wicked Pictures, Zero Tolerance та інших. Виступила як еротична модель для журналу The Rules of Love видавництва Hollan Publishing.
У липні 2007 року її інтереси представляла компанія Gold Star Modeling. У липні 2008 року була ведучою щотижневого шоу Buff in the Buff на RudeTV.
Пішла з порноіндустрії в 2016 році, знявшись в 241 порнофільмі. 

## Премії і номінації
- 2009 AVN Awards, перемога — краща групова сцена — Icon[8]
- 2009 AVN Awards, номінація — найскандальніша сцена — Wedding Bells Gang Bang 2[9]
- 2010 AVN Awards, номінація — краща групова сцена — Big Toy Orgy[10]

## Вибрана фільмографія
- 2013: Anal Wreckage 6
- 2012: My Girlfriend Loves Girls 2
- 2011: Interracial Lesbian Tryouts
- 2010: Women Seeking Women 61
- 2010: The Violation of Amy Brooke
- 2009: The Violation of Sindee Jennings
- 2009: Big Toy Orgy
- 2008: Wedding Bells Gang Bang 2
- 2008: Icon